# Facetotecta
Die Facetotecta sind eine Teilklasse mariner Krebstiere, die bisher nur durch ihre Larvenstadien (y-Larven) bekannt ist. Man kennt fünf Nauplius-Stadien (y-Nauplius) und ein Cypris-Stadium (y-Cypris). Die Larven wurden in polaren bis in tropischen Gewässern gefangen, vor allem im nördlichen Atlantik und in den Meeren um Japan. Man geht von einer weltweiten Verbreitung und einer großen Bedeutung im marinen Ökosystem aus.

## Merkmale
Die y-Nauplien sind zwischen 250 und 620 µm lang. Mehr als die Hälfte ihres Körpers nimmt ein großer, flacher Kopfschild ein, der auf seiner äußeren Oberfläche ein Muster von Falten und Wällen aufweist. Das erste Antennenpaar ist zweigliedrig und am Ende mit langen Borsten versehen, das zweite Antennenpaar und die Mandibeln sind fast gleich und in zwei Äste gespalten. Hinter den Mandibeln gibt es keine weiteren Extremitäten. Am Körperende befinden sich drei Dornen. Das Auge besteht aus drei Ocellen. Der Darm ist ohne After. Alle fünf Nauplius-Stadien werden innerhalb einer Woche durchlaufen.
Die y-Cyprislarven sind zwischen 350 und 590 µm lang. Ihr Carapax ist lang und bedeckt den Kopf und einen Teil des aus sechs Segmenten bestehenden Thorax. Das Abdomen besteht aus drei Segmenten, das Telson endet in kurzen Ästen. Einzige Extremitäten am Kopf sind das viergliedrige erste Antennenpaar. Sechs zweiästige, mit langen Borsten versehene vordere Beinpaare (Thoracopoden) dienen der schwimmenden Fortbewegung, das Abdomen ist ohne Gliedmaßen. Neben Naupliusaugen sind auch Facettenaugen aus normalerweise neun Ommatiden vorhanden. Die Cyprislarven leben mehrere Wochen.
Das Erwachsenenstadium ist in freier Natur noch nicht gefunden worden. Man vermutet eine parasitische Lebensweise. Einer Gruppe von Wissenschaftlern ist es gelungen durch Induzierung des 20-HE-Hormons, das eine Häutung bei Crustazeen auslöst, eine Metamorphose der y-Cyprislarven herbeizuführen. Das neue, als Ypsigon bezeichnete Stadium, ähnelt einer Nacktschnecke, ist ohne Gliedmaßen und zeigt auch sonst keine Merkmale, die für Arthropoden charakteristisch sind. Es bewegt sich durch Peristaltik fort.

## Systematik
Die Facetotecta werden den Thecostraca zugeordnet, einer Krebstierklasse zu der stark abgewandelte, sessile und parasitisch lebende Krebstiere gehören, darunter die Wurzelkrebse (Rhizocephala), die Seepocken und die Entenmuscheln.